# Развој градова
Историја градова проучава и бави се историјама развоја градова током развоја људских цивилизација. Иако се се градови појавили врло давно прави градови у данашњем смислу развили су се тек у 20. веку. Оснивање градова у Европи је феномен који је утицао на изражавања у појединим епохама у развоју људства и у овим епохама се могу пратити:
- Грчки колонијални градови.
- Оснивање градова од стране Етрураца и Римљана.
- Оснивање средњовековних градова.

## Градови у претходним високим културама
У градовима Месопотамије се градови формирају около храмова у облику зигурата као њихових средишњих тачака које су била пребивалишта за богове. Један од највећих градова овога доба био је град Вавилон као историјска метропола Месопотамије која је лежала на обе стране реке Еуфрат и која је имала зигурат а такође и висеће вртове које је владар Набукаденозар II изградио за своју супругу Семирамиду и који се убрајају у једно од седам светских чуда у доба антике.
Градови индијских култура спадају у прве правилне геометријски организоване градове са правоугаоним структурама који се откривени у развоју историјских градова у прошлости. Један од најстаријих градова који има овакву структуру је град Мохенџо-даро као и Харапа и који се налазе у данашњем Пакистану.
Градови у старом Египту нису били нарочито репрезентативно грађени. Египћани се се више трудили да оставе утисак грађењем некропола, значи градова који се били намењени мртвима а велики градови као Мемфис и Теба су само сенке у сенци монументалних пирамида у Сакари и Гизи.
У Кини су присутни градови почев од 15. века п. н. е. У династији Шанг а први главни град у Кини је био Шанг’ан.

## Градови у старој Грчкој
Полис је био у старовековној Грчкој најраспрострањеније државно уређење друштва. Полис је сачињавао само град и подручје около њега. Град је био привредни и религиозни центар. Колоније су биле по државно управном праву самосталне. У случајевима савезништва су полиси били равноправни.
Државе са разлегнутијим земљиштем настале су већ од доба Александра Македонског и узајамно су били организоване помоћу војне моћи.
По Георгу Фридриху Хегелу полис је прототип јединствености и интеграције.
У свету старе Грчке најзначајнији град је био Микена. У граду је фигурисала на значајном месту агора, грчки трг на кома су се окупљали слободни људи и која је као и акропола била значајни део града. Град Александрија који је основан од стране Александра Македонског био је велики град са геометријски оформљеном правоугаоном основом са великим бројем значајних објеката где се нарочито истицала градска библиотека.

## Римски и Византијски градови
Римски и Византијски градови били су геометријски правоугаоно оформљени градови у својим основама по тзв. хиподамовској структури и имали су „кардо“ и „декуманус“ односно улице које су водиле у два главна правца и које су биле нормалне у односу једна на другу. Средишњи део града је био „форум“ а ту је била и грчка „агора“ и као даља карактеристика су биле „инсуле“ односно четврти у којим је било становање. Овакав град била је Помпеја, Херкуланеум и др.

## Градови средњег века
У средњем веку се данас већ са доста тешкоћа могу разликовати градови који се се формирали око већ замкова, односно бургова, храмова или около тврђава као што је то био чест случај у Србији где се појам град у данашњем смислу први пут помиње „варошица“ (од мађарске речи) тек у 15 веку и где се до тог времена зидање града сматрало за било какво утврђивање или грађење тврђаве (како је то сам цар Душан разумео). У чешком и словачком језику се помињу речи које се разликују у односу на то дали је град настао око замка или дворца. Ови градови су добијали градске привилегије односно градска права и владари су их проглашавали за градове.
Од средњег века се градови по правилу граде као плански грађени градови који су задовољавали потребе трговине, саобраћаја и безбедности и ако се нагласак стављао и на естетски учинак.
Прашки замак Храдчани је највећи замак на свету и као такав он је као и Спишки замак својевремено добио и права града и био проглаћен од стране владара за град. Градови средњег века су били јако нехигијенски и нечисти где се сав отпад бацао на улице и где су занатске прљаве четврти само изузетно одвајали од функција које су биле намењене за становање. Повећавање броја становништва резултовало је у градњи у висину, уз употребу врло уских улица. Овакви градови у Немачкој су познати под иманима Бургерштат и Фестунгштата. У Италији су грађани могли да се ослободе и да формирају грађанске градове. Граде се и градови који имају трговачки карактер и то су тзв. ханза- градови односно цеховски градови који су нарочито развијени у Немачкој.

## Идеални градови ренесансе
У доба ренесансе се сусрећемо са идеалним градовима који се пројектују у геометријским формама у виду квадрата или круга па и звездастих облика. Један од оваквих градова је град Фројденштат у Немачкој.
Идеални град је био предмет нарочитих студија у доба ренесансе и имао би уобичајено симетричну и централну основу и неретко су улице и зграде биле размештане у облику различитих звезданих форми или у облику шаховских табли. У оваквим стиловима били су саграђени не само европски већ и колонијални градови као градови Неуф- Бритиш 1689. Калмар 1648. или Манхајм који је био саграђен одмах после завршетка Тридесетогодишњег рата. Међу најпознатијим архитектима овога доба били су Ђан Лоренцо Бернини, Жак Перет, Соломон де Бросе, или Николаус Тесин старији и Николаус Тесин млађи.
У Италији се се градитељи морали задовољавати са преградњом постојећих градова што је често посезало у коначни изглед града и у његове планове и који се се на овакве начине умногоме разликовале од идеалних решења. У то доба је ту настала тзв. „Колонада“ пред храмом Св. Петра у Риму.
У Француској је године 1635. предложен од стране Жака Лемерсира град и Дворац Ришељеа и после године 1665. је дао француски краљ Луј XIV проширити ловачки павиљон дворца у Версају и градњу је тада поверио архитекти Лују ле Во а баштенски архитекта је био Андре ле Нотр. Нихов задатак је био да саграде боравишни град за краља. Дворац је био постављен између парка и градића Версаља који су са њиме стварали хармоничну целину и дворац се састојао од многобројних објеката који се нижу около трга. Нова архитектура се одразила на градњу у Паризу где је деловао архитекта Жилијен Хардин Мансар који је пројектовао два париска трга.
У Холандији се почело од 1607. године са проширивањима града Амстердама који је био у то доба најбогатији град у Европи. Од 1634. године је Стокхолм био главни град Шведског краљевства. Лежао је на неколико острва од којих се на три острва налазио средњоевропски град. Касније се ово проширило у виду улица у облику шаховских поља и дијагоналних осовина. Ово преградњу је изводио Никодемус Тесин млађи коме у потпуности није успело да створи идеал барокног града.
После великих пожара у Лондону 1666. године се морало приступити целовитој реконструкцији централног дела Лондона и овај задатак је преузео на себе математичар и архитекта Христофер Врен. Према његовом моделу центар града је требало да чини мрежа улица у виду шаховских поља комбинованих са дијагоналама али је ова идеја само делимично реализована.
Резиденцијални градови апсолутистичких владара су Карлсрухе и Манхајм где су у употреби геонетријске схеме као идеалне слике дворца Версаља са геометријским фраццуским парковима и својим уметничи ошишаним формама где се као, на пример, у Манхајму употребљава правоугаони растер и правоугаоне парцелације.

## Барокни градови
Барокни град основан је на војној логици и остварен је у радијалном плану звезда, обично је осмоугаоне основе са широким авенијама . Град се шири око квадратних или кружних тргова окружених вишеспратницама с неуредним зачељима.
Тргови су главни елемент барокног урбанизма, углавном су затворени, елиптичних основа, динамизираног простора, организовани помоћу вертикалних. Најпознатији је свакако Трг св. Петра у Риму Бернинија, из 1657. године.

## Градови новог века
Градови који се јављају у 19. веку под утицајем привредног развоја развијају се по принципу геометријске организоване градске основе са просторним структурама улица и принципима правилног проширивања градова на основу геометријских концепција.
Организацијом нових квартова са жељезничким саобраћајем стари делови града губе свој претходни значај и своје функције централних тачака у граду. Градови се из разлога великог раста бројности становништва граде у велике висине са зградама високе спратности и појављује се шпекулација са градским парцелама и становањем уа које се издвајају значајна средства и појављују се појмови као насеља спаваонице које се оријентишу на максималне потражње новца за станарине од стране грађанства у облику тзв. најамних касарни које имају све мање светла и повећавају проценте изграђености градова стамбеним зградама са тесним унутрашњим двориштима и све мање површина са зеленилом.